# Eupatorium urbanii
Eupatorium urbanii là một loài thực vật có hoa trong họ Cúc. Loài này được Ekman mô tả khoa học đầu tiên năm 1931.